# Crinitz
Crinitz (baix sòrab Krynica) és un municipi alemany que pertany a l'estat de Brandenburg. Forma part de l'Amt Kleine Elster (Lusàcia). Comprèn els nuclis de Gahroer Pechhütte, Niederhof i Oberhof.